# Bizagi
Bizagi est une société privée, éditeur de solutions logicielles, fondée en 1989, dont le siège social est situé au Royaume-Uni. L'entreprise possède également des bureaux aux États-Unis, en Espagne et en Amérique latine. L’origine du nom Bizagi provient de l’association des mots clés « business » et « agility ».
La société conçoit et développe des logiciels d'entreprise pour la gestion des processus métier (BPM).